# Nordic Crown
Il Nordic Crown è un traghetto appartenente alla Alvina Shipping A/S.

## Costruzione
Ordinato il 28 settembre 1989 con il gemello  Frans Suell dalla Swed-Link AB al cantiere navale jugoslavo Brodogradevna Industrija di Spalato, con l'intenzione di impiegarli sulla Malmö-Travemünde-Lubecca sotto le insegne della Euroway. Tuttavia, a causa della Guerra in Jugoslavia, la costruzione dei traghetti viene ritardata più e più volte, portando la compagnia alla decisione di rescindere il contratto di costruzione che, all'epoca dell'ordine, doveva chiamarsi Frans Kockum.
Ribattezzato Thomas Mann, viene trasferito nel 1994 al cantiere navale Fincantieri di Trieste, dove viene completato.
Una volta completato, il 12 maggio 1994 viene venduto alla DFDS, alla quale viene consegnato il 7 giugno successivo e ribattezzato Crown Of Scandinavia.
Salpato da Trieste, viene trasferito nei cantieri navali tedeschi Lloyd Werft di Bremerhaven, dove viene sottoposto a lavori di ristrutturazione, durante i quali vi aggiunta una ducktail ed aumentata la capacità di carico del garage.

## Servizio
Giunto per la prima volta ad Helsingborg il 23 luglio 1994 e battezzato 3 giorni dopo a Copenaghen, prende servizio il giorno stesso nei collegamenti tra Copenaghen, Helsingborg ed Oslo.

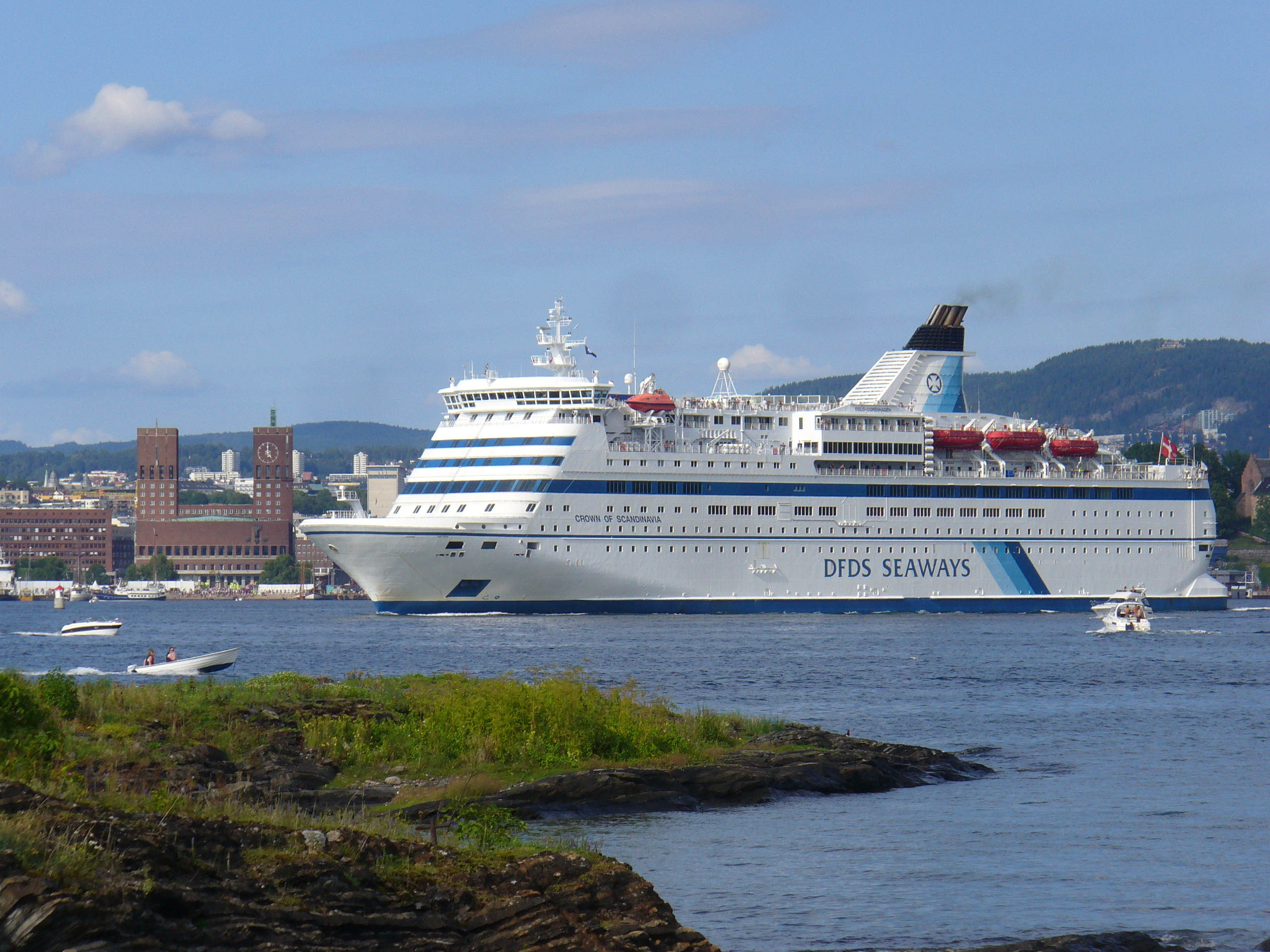
Il Crown Of Scandinavia in partenza da Oslo nel 2010.

Dal 1 al 17 gennaio 2005 viene sottoposto a lavori di ammodernamento a Landskrona.
Dal 15 ottobre 2006 viene impiegato sulla Copenaghen-Oslo.

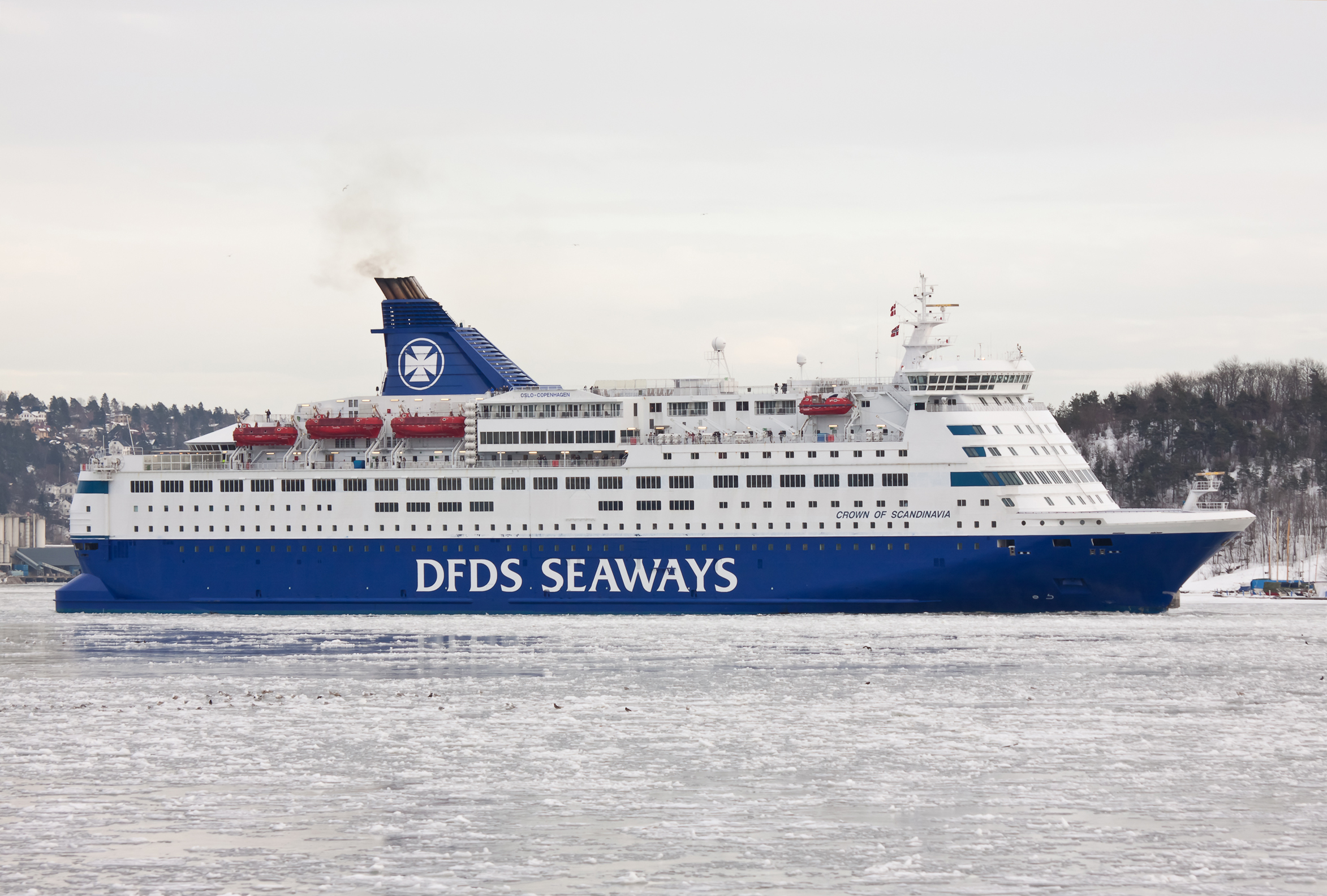
Il Crown Of Scandinavia in partenza da Oslo nel 2011.

Il 14 gennaio 2013 viene ribattezzato Crown Seaways.
Dall'8 al 10 marzo 2010 viene noleggiato ed allestito per ospitare un'esposizione ad Aarhus.
Il 14 marzo 2020 viene disarmato a Copenaghen in seguito al calo del traffico per la pandemia di COVID-19.
Dal 25 giugno al 2 novembre 2020 opera sulla Copenaghen-Frederikshavn-Oslo. Successivamente torna in disarmo a Copenaghen, tornando in servizio solo il 3 luglio 2021 sulla stessa rotta.

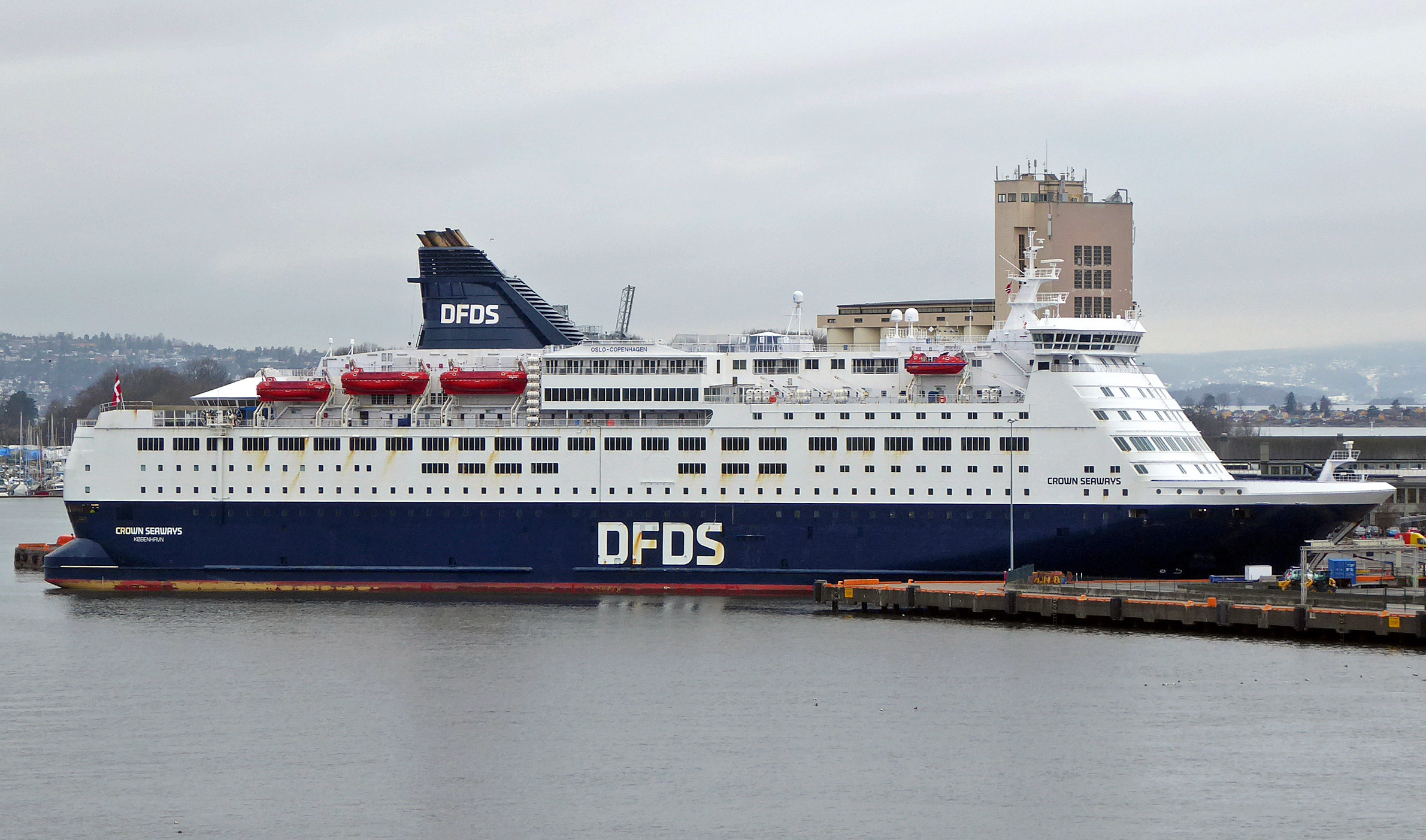
Il Crown Seaways a Oslo nel 2023.

Il 19 giugno 2024 viene venduto alla Rederi AB Gotland, con consegna prevista il 1º novembre successivo.
Il 31 ottobre 2024 viene registrato sotto le insegne della Alvina Shipping A/S, società facendo capo alla Rederi AB Gotland.
Il 16 marzo 2025 viene trasferito nel cantiere navale Öresundsvarvet di Landskrona, dove viene sottoposto a lavori di ammodernamento ed adattamento al nuovo servizio. 
Il 24 marzo 2025 viene ribattezzato dal nuovo armatore Nordic Crown ed il 5 aprile torna in servizio sulla Copenaghen-Oslo

## Navi gemelle
- Mega Victoria
- Gabriella
- Isabelle X (ex Isabella)